# بیرینجی ینی‌یول
بیرینجی ینی‌یول (به لاتین: Birinci Yeniyol) یک منطقه مسکونی در جمهوری آذربایجان است که در شهرستان اسماعیل‌لی واقع شده است. بیرینجی ینی‌یول ۵۵۳ نفر جمعیت دارد.